# 407 př. n. l.

## Hlava státu
- Perská říše – Dareios II. (423 – 404 př. n. l.)
- Egypt – Dareios II. (423 – 404 př. n. l.)
- Bosporská říše – Satyrus (433 – 389 př. n. l.)
- Sparta – Pausaniás (409 – 395 př. n. l.) a Ágis II. (427 – 399 př. n. l.)
- Athény – Euctemon (408 – 407 př. n. l.) » Antigenes (407 – 406 př. n. l.)
- Makedonie – Archeláos (413 – 399 př. n. l.)
- Epirus – Tharrhypas (430 – 392 př. n. l.)
- Odryská Thrácie – Amadocus I. (408 – 389 př. n. l.)
- Římská republika – tribunové Lucius Furius Medullinus, N. Fabius Vibulanus, C. Valerius Potitus Volusus a C. Servilius Ahala (407 př. n. l.)
- Kartágo – Hannibal Mago (440 – 406 př. n. l.)